# Generali Ladies Linz 2015
Generali Ladies Linz 2015 byl tenisový turnaj pořádaný jako součást ženského okruhu WTA Tour, hraný na krytých dvorcích s tvrdým povrchem DecoTurf stadionu TipsArena Linz. Konal se mezi 12. až 18. říjnem 2015 v rakouském Linci jako 29. ročník turnaje.
Turnaj s rozpočtem 250 000 dolarů patřil do kategorie WTA International Tournaments. Poslední přímou postupující do hlavní singlové soutěže byla 90. belgická tenistka žebříčku WTA Kirsten Flipkensová. Nejvýše nasazenou hráčkou ve dvouhře se stala sedmá tenistka světa Lucie Šafářová z České republiky, kterou v úvodním kole vyřadila Rumunka Andreea Mituová. Dvouhru vyhrála Ruska Anastasija Pavljučenkovová a získala tak třetí halovou trofej v řadě. Deblovou část ovládla americká dvojice Raquel Kopsová-Jonesová a Abigail Spearsová, jejíž členky se tak jako poslední kvalifikovaly na WTA Finals 2015.

## Distribuce bodů a finančních odměn

### Distribuce bodů
| Soutěž  | vítězky | finalistky | semifinalistky | čtvrtfinalistky | 16 v kole | 32 v kole | Q  | Q2 | Q1 |
| ------- | ------- | ---------- | -------------- | --------------- | --------- | --------- | -- | -- | -- |
| dvouhra | 280     | 180        | 110            | 60              | 30        | 1         | 18 | 12 | 1  |
| čtyřhra | 280     | 180        | 110            | 60              | 1         | —         | —  | —  | —  |

### Finanční odměny
| Soutěž                              | vítězky | finalistky | semifinalistky | čtvrtfinalistky | 16 v kole | 32 v kole | Q2     | Q1   |
| ----------------------------------- | ------- | ---------- | -------------- | --------------- | --------- | --------- | ------ | ---- |
| dvouhra                             | $43 000 | $21 400    | $11 500        | $6 200          | $3 420    | $2 100    | $1 285 | $750 |
| čtyřhra                             | $12 300 | $6 400     | $3 435         | $1 820          | $960      | —         | —      | —    |
| částka ve čtyřhře je uvedena na pár |         |            |                |                 |           |           |        |      |

## Ženská dvouhra

### Nasazení
| Stát                         | Hráčka                     | WTA | Nasazení |
| ---------------------------- | -------------------------- | --- | -------- |
| Česko                        | Lucie Šafářová             | 6.  | 1.       |
| Dánsko                       | Caroline Wozniacká         | 11. | 2.       |
| Itálie                       | Roberta Vinciová           | 16. | 3.       |
| Německo                      | Andrea Petkovicová         | 21. | 4.       |
| Slovensko                    | Anna Karolína Schmiedlová  | 27. | 5.       |
| Itálie                       | Camila Giorgiová           | 31. | 6.       |
| Rusko                        | Anastasija Pavljučenkovová | 32. | 7.       |
| Česko                        | Barbora Strýcová           | 34. | 8.       |
| Žebříček WTA k 5. říjnu 2015 |                            |     |          |

### Jiné formy účasti
Následující hráčky obdržely divokou kartu do hlavní soutěže:
- Barbara Haasová
- Tamira Paszeková
- Andrea Petkovicová
- Lucie Šafářová

Následující hráčky si zajistily postup do hlavní soutěže v kvalifikaci:
- Klára Koukalová
- Aleksandra Krunićová
- Stefanie Vögeleová
- Kiki Bertensová

Následující hráčka postoupila jako šťastná poražená:
- Johanna Kontaová

### Odhlášení
před zahájením turnaje
- Sara Erraniová → nahradila ji Kirsten Flipkensová
- Daniela Hantuchová → nahradila ji Anna-Lena Friedsamová
- Madison Keysová → nahradila ji Misaki Doiová
- Karin Knappová → nahradila ji Margarita Gasparjanová
- Cvetana Pironkovová → nahradila ji Andreea Mituová
- Anna Karolína Schmiedlová (viróza) → nahradila ji Johanna Kontaová

## Ženská čtyřhra

### Nasazení
| Stát                                                                      | Hráčka                        | Stát      | Hráčka                       | WTA | Nasazení |
| ------------------------------------------------------------------------- | ----------------------------- | --------- | ---------------------------- | --- | -------- |
| USA                                                                       | Raquel Kopsová-Jonesová       | USA       | Abigail Spearsová            | 31. | 1.       |
| Česko                                                                     | Andrea Hlaváčková             | Česko     | Lucie Hradecká               | 41. | 2.       |
| Španělsko                                                                 | Anabel Medinaová Garriguesová | Španělsko | Arantxa Parraová Santonjaová | 65. | 3.       |
| Německo                                                                   | Julia Görgesová               | Švédsko   | Johanna Larssonová           | 66. | 4.       |
| Žebříček WTA k 5. říjnu 2015; číslo je součtem umístění obou členek páru. |                               |           |                              |     |          |

### Jiné formy účasti
Následující páry obdržely divokou kartu do hlavní soutěže:
- Annika Becková /  Tamira Paszeková
- Sandra Klemenschitsová /  Carina Witthöftová

## Přehled finále

### Ženská dvouhra
- Anastasija Pavljučenkovová vs.  Anna-Lena Friedsamová, 6–4, 6–3

### Ženská čtyřhra
- Raquel Kopsová-Jonesová /  Abigail Spearsová vs.  Andrea Hlaváčková /  Lucie Hradecká, 6–3, 7–5